# Santa Maria de Metrio
Santa Maria de Metrio ou Sancta Maria de Metrii era uma antiga igreja de Roma citada nas fontes literárias a partir do século XIII e dedicada à Virgem Maria. O Catálogo de Turim, da primeira metade do século XIV, a localiza entre Santa Maria Nova (a moderna Santa Francesca Romana) e San Salvatore de Arcu Trasi, perto do Arco de Constantino.

## História
O mosteiro anexo à igreja abrigava uma comunidade de cônegos regulares da penitência dos beatos mártires, a quem o papa Alexandre IV, numa bula de 9 de abril de 1256, concedeu proteção apostólica, privilégios e isenções. O nome provavelmente é uma derivação do termo "de meta", uma referência ao vizinho Meta Sudans ou do nome "Demetrius", que pode ser o nome de um mosteiro desconhecido nas imediações.
No passado, esta igreja foi incorretamente identificada como sendo um recinto absidado do século IV no complexo conhecido como Termas de Heliogábalo. 
O edifício é citado em alguns documentos papais entre 1256 (Alexandre IV) e 1370 (Urbano V).